# Estação Hôpital Bicêtre
Hôpital Bicêtre é uma estação da linha 14 do Metrô de Paris, localizada na comuna de Le Kremlin-Bicêtre no departamento do Vale do Marne, próximo ao limite de Gentilly.

## Localização
Situada na extensão sul da linha 14, ela fica localizada no território da comuna de Le Kremlin-Bicêtre, ao longo da rue Gabriel-Péri e da Autoestrada A6b. Servirá o Hospital Bicêtre que lhe dá seu nome.

## Construção

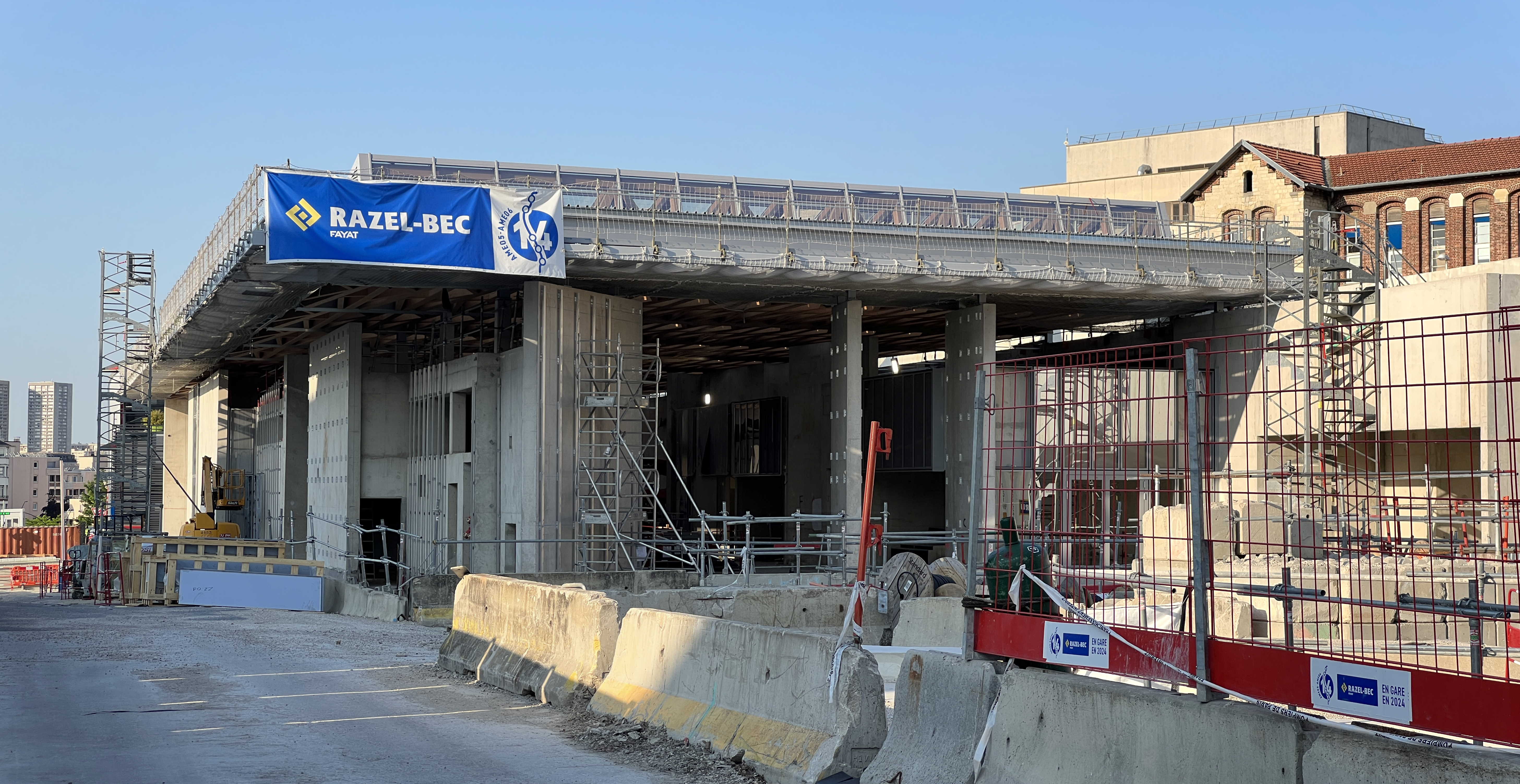
O prédio em construção em junho de 2023

A sua construção foi atribuída em março de 2018 a um grupo liderado pela Vinci Construction (Dodin Campenon-Bernard, agente; Vinci Construção France; Vinci Construction Grands Projets e Botte Fondations) associados a Spie Batignolles (Spie Batignolles engenharia civil e Spie fundações).
Eva Jospin criou a arte da estação em cooperação com o arquiteto Jean-Paul Viguier. Se inspirando no filme Roma onde restos antigos enterrados vêm à luz durante a construção do Metrô de Roma, a obra em duas partes fora e dentro da estação apresenta emergências, incluindo cópias em bronze de Eva Jospin.

## História
A estação foi inicialmente nomeada pelo nome do projeto Kremlin-Bicêtre Hôpital. O nome oficial da estação foi definido por meio de consulta pública realizada de 20 de junho a 4 de julho de 2022 entre duas propostas: Hospital Kremlin-Bicêtre e Hospital Bicêtre. Finalmente, conforme anunciado em 27 de julho de 2022, os votantes escolheram o nome Hôpital Bicêtre.